# Ceratovacuna lanigera
Ceratovacuna lanigera är en insektsart. Ceratovacuna lanigera ingår i släktet Ceratovacuna och familjen långrörsbladlöss. Inga underarter finns listade i Catalogue of Life.